# N42 (Togo)
Die N42 ist eine Fernstraße in Togo, die in Kévé beginnt und in Zolo endet. Die Straße ist mit der N5 und N7 verbunden. Sie ist 10 Kilometer lang.